# 2751 Campbell
Campbell (asteróide 2751) é um asteróide da cintura principal, a 1,9878387 UA. Possui uma excentricidade de 0,173807 e um período orbital de 1 363,13 dias (3,73 anos).
Campbell tem uma velocidade orbital média de 19,20184334 km/s e uma inclinação de 1,48689º.
Este asteróide foi descoberto em 7 de Setembro de 1962 por Goethe Link Obs..